# Godfrey Goodman
Godfrey Goodman (ur. 28 lutego 1582/1583 w Ruthin, zm. 19 stycznia 1656 w Londynie) – anglikański biskup Gloucester z ramienia Kościoła Anglii.
Ukończył Trinity College na Uniwersytecie Cambridge.
Zasłynął opublikowaniem książki The Fall of Man (1616), w której zapowiadał koniec świata. Według niego wzrost grzechów ludzkich doprowadzi do upadku ludzkości. Jego doktrynalnym przeciwnikiem był George Hakewill.